# Asplenium abscissum
Asplenium abscissum es una especie de helecho de la familia de las aspleniáceas.

## Descripción
Es un helecho terrestres, rupícola o epífita; con rizoma de 0.5-5 x 0.2-0.7 cm, erecto o ascendente; escamas 1-2.5 x 0.2-0.8 mm, extendiéndose como escamas más pequeñas hacia el pecíolo, lanceolado-deltadas, adpresas, subcuculadas, clatradas, pardas o, si negruzcas, más oscuras en la línea media, lustrosas, la base auriculada, los márgenes enteros, el ápice agudo; hojas 5.5-54 x 2-17 cm, en fascículos compactos, monomorfas; pecíolo 2-30 cm x 0.5-3 mm, recto o brevemente curvado en la base, pardusco al secar, verde marginado distalmente y a veces purpúreo abaxialmente, quebradizo y sin dejar o dejando raramente fibras vasculares, con escamas filiformes y tricomas cortos septados, glabrescente; lámina 3.5-27 x 2-17 cm, 1-pinnada, deltada u ovada, en plantas pequeñas a veces lanceolada, acuminada en un segmento terminal no similar en forma a las pinnas laterales; raquis marginado a angosta y gruesamente alado distalmente, glabrescente; pinnas (3-)4-10(-14) pares, 1.5-10 x 0.5-2 cm, las más largas basales o subbasales, fuertemente inequiláteras, linear-lanceoladas (proximales) a oblongas (distales y en plantas pequeñas), en su mayoría rectas y patentes; indusio 0.5-0.9 mm de ancho, hialino, verdoso o pardo, entero, doblado o enrollado hacia atrás en la madurez; esporas pálidas, elipsoides, la perispora reticulado-crestada.

## Distribiución
Se encuentra en los bosques húmedos. a una altitud de 0-2700 metros, en  Florida, México, Mesoamérica, Colombia, Venezuela, Guayana Francesa, Ecuador, Perú, Bolivia, Brasil, Paraguay, Uruguay, Antillas y Trinidad.

## Taxonomía
Asplenium abscissum fue descrita por Carl Ludwig Willdenow  y publicado en Species Plantarum. Editio quarta 5(1): 321. 1810.
Etimología
Ver: Asplenium
abscissum: epíteto latino que significa "abrupto, empinado".
Sinonimia
- Asplenium firmum Kunze
- Asplenium platychlamys Fée
- Asplenium polymorphum M. Martens & Galeotti	[4]